# دستمزد کافی برای امرار معاش

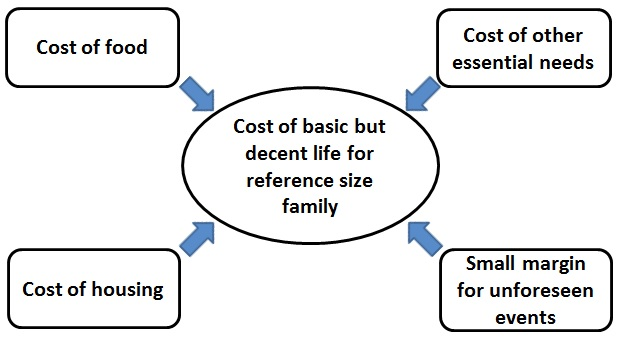
جزییات از درآمد کافی برای امرار معاش

دستمزد کافی برای امرار معاش به عنوان حداقل درآمد لازم برای کارگر برای تأمین نیازهای اساسی خود تعریف می‌شود. این دستمزد با دستمزد معیشتی که به حداقل بیولوژیکی اشاره دارد، یکسان نیست. نیازها شامل مواد غذایی، مسکن و سایر نیازهای اساسی مانند لباس تعریف شده‌است. هدف از دستمزد این است که به یک کارگر بتواند از طریق اشتغال بدون یارانه دولت از نظر شغلی یک استاندارد اساسی اما مناسب جهت زندگی داشته باشد.